# Ababsa
Les Ababsa sont une confédération de plusieurs tribus arabes sédentaires de descendances diverses, ce sont les Oulad Mehdi, Ouled Rahou, Ouled Ali Ben Moussa, Mrabtine, Ouled Hamed et Haratins. Ce sont des musulmans malékites.
Centrée à Béni-Abbés dans la vallée de la Saoura, ils vivent aussi à Béchar, Adrar, Tindouf et autres villes d'Algérie.
Le terme d'Ababsa vient de s'élargir avec le temps pour inclure tous les habitants de Béni-Abbés en dehors des cinq tribus citées ci-dessus, il est à noter qu'une partie de la population préfère maintenir leur nomination d'origine telle que les Châamba, Ghenanma et Ataouna.

## Étymologie
L'origine du nom Ababsa est dérivée du nom de la ville qui à son tour dérive du nom de la tribu du premier occupant de la ville (El-Mehdi Ben Youssef). C. Rames explique que « Quarante ans après la mort de Sidi Othman, dans la lointaine Seguiet El Harnra (Sahara-Occidental), un certain El Mahdi Ben Youssef, de la tribu des Béni Abbès ».

## Origines
Oulad Mehdi
Les Oulad Mehdi (également Ouled Mahdi, en arabe أولاد مهدي, « les fils de Mehdi ») est un clan de bédouins sédentarisés à Béni-Abbés depuis plus de 7 siècles, descendants de la tribu de Beniabbes des Béni Hassan (de la grande confédération de Bani moqil) ou des Banu El-Abbes.
Certains auteurs (Maximilien de La Martinière et Napoléon Lacroix) disent que l'ascendance d'El Mehdi Ben Youssef vient des Doui-Menia, ce qui est loin de la réalité. L'ancêtre des Doui-Menia serait Menie Ben Moghith Ben Mohammed El Gharib appartenant à la branche Harth Ben Malek dépendante des Banou Amer Ben Zoghba descendant des Banu Hilal.
Ibn Khaldoun lui-même dit que nombreux sont ceux qui confondent la généalogie des Bani moqil avec celle des Banu Hilal, en raison de leur arrivée en alliance de l'Orient.
L'organisation des Oulad Mehdi repose sur les liens du sang. On distingue en haut deux branches, du fait qu'El Mehdi Ben Youssef n'a que deux fils, Oulad Youssef et Oulad Said ; chacune de ces deux branches va par la suite se décomposer en plusieurs sous-branches.
|  |  |  |  |  |  |                                |                                |                                |                                |                                |                                |  |  |                            |                            |                            |                            |                            |                            |  |  |                           |                           |                           |                           |                           |                           | El Mehdi Ben Youssef XIIIe siècle |  |                              |                              |                              |                              |                              |                              |  |  |  |  |  |  |                          |                          |                          |                          |                          |                          |      |      |                            |                            |                            |                            |                            |                            |  |  |  |  |  |  |  |  |  |  |  |  |
|  |  |  |  |  |  |                                |                                |                                |                                |                                |                                |  |  |                            |                            |                            |                            |                            |                            |  |  |                           |                           |                           |                           |                           |                           |                                   |  |                              |                              |                              |                              |                              |                              |  |  |  |  |  |  |                          |                          |                          |                          |                          |                          |      |      |                            |                            |                            |                            |                            |                            |  |  |  |  |  |  |  |  |  |  |  |  |
|  |  |  |  |  |  |                                |                                |                                |                                |                                |                                |  |  |                            |                            |                            |                            |                            |                            |  |  |                           |                           |                           |                           |                           |                           |                                   |  |                              |                              |                              |                              |                              |                              |  |  |  |  |  |  |                          |                          |                          |                          |                          |                          |      |      |                            |                            |                            |                            |                            |                            |  |  |  |  |  |  |  |  |  |  |  |  |
|  |  |  |  |  |  |                                |                                |                                |                                |                                |                                |  |  |                            |                            |                            |                            |                            |                            |  |  |                           |                           |                           |                           |                           |                           |                                   |  |                              |                              |                              |                              |                              |                              |  |  |  |  |  |  |                          |                          |                          |                          |                          |                          |      |      |                            |                            |                            |                            |                            |                            |  |  |  |  |  |  |  |  |  |  |  |  |
|  |  |  |  |  |  |                                |                                |                                |                                |                                |                                |  |  | Youssef                    | Youssef                    | Youssef                    | Youssef                    | Youssef                    | Youssef                    |  |  |                           |                           |                           |                           |                           |                           |                                   |  |                              |                              |                              |                              |                              |                              |  |  |  |  |  |  |                          |                          |                          |                          | Said                     | Said                     | Said | Said | Said                       | Said                       |                            |                            |                            |                            |  |  |  |  |  |  |  |  |  |  |  |  |
|  |  |  |  |  |  |                                |                                |                                |                                |                                |                                |  |  | Youssef                    | Youssef                    | Youssef                    | Youssef                    | Youssef                    | Youssef                    |  |  |                           |                           |                           |                           |                           |                           |                                   |  |                              |                              |                              |                              |                              |                              |  |  |  |  |  |  |                          |                          |                          |                          | Said                     | Said                     | Said | Said | Said                       | Said                       |                            |                            |                            |                            |  |  |  |  |  |  |  |  |  |  |  |  |
|  |  |  |  |  |  |                                |                                |                                |                                |                                |                                |  |  |                            |                            |                            |                            |                            |                            |  |  |                           |                           |                           |                           |                           |                           |                                   |  |                              |                              |                              |                              |                              |                              |  |  |  |  |  |  |                          |                          |                          |                          |                          |                          |      |      |                            |                            |                            |                            |                            |                            |  |  |  |  |  |  |  |  |  |  |  |  |
|  |  |  |  |  |  | Oulad Ben-Cherki XVIIIe siècle | Oulad Ben-Cherki XVIIIe siècle | Oulad Ben-Cherki XVIIIe siècle | Oulad Ben-Cherki XVIIIe siècle | Oulad Ben-Cherki XVIIIe siècle | Oulad Ben-Cherki XVIIIe siècle |  |  | Oulad Cherki XVIIIe siècle | Oulad Cherki XVIIIe siècle | Oulad Cherki XVIIIe siècle | Oulad Cherki XVIIIe siècle | Oulad Cherki XVIIIe siècle | Oulad Cherki XVIIIe siècle |  |  | Oulad Addou XVIIIe siècle | Oulad Addou XVIIIe siècle | Oulad Addou XVIIIe siècle | Oulad Addou XVIIIe siècle | Oulad Addou XVIIIe siècle | Oulad Addou XVIIIe siècle |                                   |  | Oulad Ben-Alla XVIIIe siècle | Oulad Ben-Alla XVIIIe siècle | Oulad Ben-Alla XVIIIe siècle | Oulad Ben-Alla XVIIIe siècle | Oulad Ben-Alla XVIIIe siècle | Oulad Ben-Alla XVIIIe siècle |  |  |  |  |  |  | Oulad Said XVIIIe siècle | Oulad Said XVIIIe siècle | Oulad Said XVIIIe siècle | Oulad Said XVIIIe siècle | Oulad Said XVIIIe siècle | Oulad Said XVIIIe siècle |      |      | Oulad Oubeid XVIIIe siècle | Oulad Oubeid XVIIIe siècle | Oulad Oubeid XVIIIe siècle | Oulad Oubeid XVIIIe siècle | Oulad Oubeid XVIIIe siècle | Oulad Oubeid XVIIIe siècle |  |  |  |  |  |  |  |  |  |  |  |  |

Ouled Rahou
Ouled Rahou (en arabe أولاد رحو, « les fils de Rahou ») s'installent à Béni-Abbés au XVe. Leur ancêtre commun est Ali Ben Yahia, qui remonte ses origines à Ali ibn Abi Talib. Ils disent Ali Ben Yahia Ben Mohamed Ben Abdeldjebar Ben Ahmed Ben Moussa Ben Youcef Ben Ahmed Ben Oumama Ben Issa Ben Abderrahman Ben Ali Ben Ishak Ben Ahmed Ben Mohamed Ben Omar Ben Sliman Ben Ahmed Ben Mohamed Ben Idris II Ben Idris I Ben Abde-Allah Ben El-Hassan II Ben El-Hassan I Ben Ali ibn Abi Talib et Fatima Zahra fille du prophète Mahomet.
Ouled Ali Ben Moussa
Ouled Ali Ben Moussa (en arabe أولاد علي بن موسى, « les fils d'Ali Ben Moussa ») est un groupe ethnique du sud algérien, ils sont répartis entre Tamantit et Béni-Abbés, leurs proches à Ouled Said. Watin ajoute au sujet des Ouled Ali Ben Moussa qu'il s'agit de : « chorfa de la branche Edrissite de Fès d'où ils avaient été chassés par le juif M'hamed Ben-Afia. Après un séjour de plusieurs années à Bousemghoun, ils seraient venus se fixer au Touat.» (ibid: 223).
L'ancêtre commun des Ouled Ali Ben Moussa est Sidi Youcef ben Mohammed dont le tombeau se trouve à Tamantit. Ses descendants qui résident dans cette localité sont connus sous le nom de Ouled Ali Ben Moussa.
Moussa Ben Ali est l'ancêtre des Ouled Ali Ben Moussa de Béni-Abbés, il vient de Tamantit, d'autres disent du Gourara, pour s'installer à Béni-Abbés au XVe siècle. Très probablement, il venait de Tamantit, mais sa tribu avant de s'installer à Tamantit provenait du Gourara.
Mrabtine

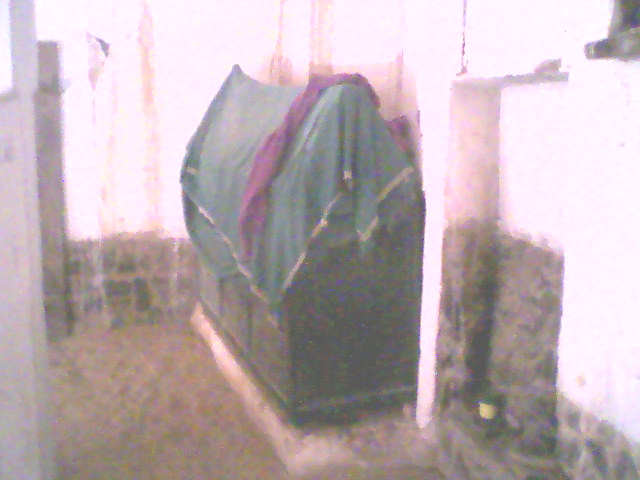
Tombe de Sidi Mohammed Ben-Abdeslam

Mrabtine (en arabe المرابطين, « moravides ») : ils s'installent à Béni-Abbés au début du XVIIe. Leur ancêtre commun est Mohamed Ben-Abdeslam, qui remonte par ses origines à Ali ibn Abi Talib. Ils disent Mohamed Ben Abde-Eslam Ben Abde-Rahman Ben Ali Ben Youcef Ben Sliman Ben Yahia Ben Moussa Ben Issa Ben Idris II Ben Idris I Ben Abde-Allah Ben El-Hassan II Ben El-Hassan I Ben Ali ibn Abi Talib et Fatima Zahra fille du prophète Mahomet[évasif] [réf. nécessaire]
Ouled Hamed
Ouled Hamed (en arabe أولاد حامد, « les fils d'Hamed ») : ils s'installèrent à Béni-Abbés vers la fin du XVIIe siècle. Leur ancêtre commun est Taleb Belkacem Ben-Abdelah, imam et faqîh originaire de Tamantit.
Haratins
Haratins (en arabe الحراطين, « un exonyme, qui contient des connotations négatives. Non utilisé actuellement par la population locale par respect entre musulmans ») : c'est un groupe d'origine africaine subsaharienne islamo-arabisé.

## La Djmàa
La Djmàa est une sorte d'assemblée coutumière, qui applique la justice propre (droit musulman et orf coutumier). Les membres du Djmàa sont choisis par la population selon les critères ci-dessous et dont chacun doit représenter sa tribu de provenance.
L'âge des notables varie et la fortune de chacun d'eux se compose de 300 à 500 palmiers, quelques ânes, quelques demans ; ils sont tous mariés et pères de plusieurs enfants. En 1893 La Djmàa de Béni Abbés est présidée par Mohammed Ben Abdesselam Ben Abderrahman nommé par Moulay El-Hassan. Une autre djmàa fondée en 1901 est présidée par Mouley Ahmed Ben Sliman.
| Tribus et fractions  | Nom du notable (1893) | Nom du notable (1901)    |
| -------------------- | --------------------- | ------------------------ |
| Ouled Rahou          | El Hachemi Rahou      | Moulay Ahmed Ben Sliman  |
| Mrabtine             | Abdallah Ben Touhami  | Taieb Ben Mohamed        |
| Ouled Ali Ben Moussa | Ahmed bou Azza        | Mohame Ben Allal         |
| Ouled Hamed          | Ahmed Ben Abdallah    | Ahmed Ben Abdallahp. 473 |
| Oulad Mehdi          | Ben Ali Ben Said      | Addou Ould Taleb Addou   |
| 1- Oulad Said        | Ben Ali Ben Said      | Ben Ali Ben Said         |
| 2- Oulad Kébir       |                       | Addou Ould Taleb Addou   |
| 3- Oulad Ben Cherki  | Ahmed Ben Chadli      |                          |
| 4- Oulad Aobid       | Mouhammed Ben Aobid   |                          |
| 5- Oulad Cherki      | Bel Kassem Ben Cherki |                          |
| 6- Oulad Ben Alla    | Mouhamed Ben Alla     |                          |

## Coutumes et traditions
- Man-àta en arabe من أتى « qui vient ». C'est un repas préparé par les Oulad Mehdi à l'occasion du Mouloud (anniversaire du Prophète) à base de couscous, donné gratuitement aux visiteurs (près des mosquées) et c'est de là qu'elle tire son nom « qui vient ».
- El-hebous en arabe الحبوس « Habous ». Même que Man-àta mais ce dernier est préparé par Ouled Rahou.

## Sources
- Maximilien Antoine Cyprien Henri Poisson de La Martinière, Napoléon Lacroix, Documents pour servir à l'étude du nord ouest africain, Lille, maison L. Danel, 28 février 1897, 959 p.

1. 1 2 3 4 5 6 7 8 9 10 11  p. 721
2. ↑  p. 722
3. ↑  p. 718

- Capitaine Bérenger, Notice sur la région de Béni Abbés, L. Fouque, 1906

1. 1 2 3 4 5 6 7 8  p. 473